# Anton Philips
Anton Frederik Philips (14 de marzo de 1874 - 7 de octubre de 1951) fue un empresario neerlandés. Cofundó Royal Philips Electronics N.V. en 1912 con su hermano mayor Gerard Philips en Eindhoven, Países Bajos. Su padre y Gerard habían fundado la Philips Company en 1891 como una empresa familiar. Anton Philips se desempeñó como CEO de la compañía desde 1922 hasta 1939.

## Primeros años y educación
Nacido en una familia neerlandesa de herencia judía, Anton fue el segundo hijo de María Heyligers (1836-1921) y Benjamin Frederik David Philips (1 de diciembre de 1830 - 12 de junio de 1900). Su padre era activo en el negocio del tabaco y banquero en Zaltbommel en los Países Bajos (también era primo hermano de Karl Marx).

## Carrera
En mayo de 1891, el padre Frederik era el financiero y, junto con su hijo Gerard Philips, cofundador de la empresa Philips como empresa familiar. En 1912, Anton se unió a la empresa, a la que cambiaron el nombre de Philips Gloeilampenfabriek NV (Philips Lightbulbfactory NV) 
Durante la Primera Guerra Mundial, Anton Philips logró aumentar las ventas aprovechando el boicot a los productos alemanes en varios países. Proporcionó a los mercados productos alternativos. 
Anton (y su hermano Gerard) son recordados por ser cívicos. En Eindhoven, apoyaron programas e instalaciones educativas y sociales, como el departamento de fútbol de la Asociación de Deportes de Philips, que es el más conocido. 
Anton Philips trajo a su hijo Frits Philips y su yerno Frans Otten a la compañía en su época. Anton, Otten y otros miembros de la familia escaparon de los Países Bajos justo antes de la ocupación alemana durante la Segunda Guerra Mundial. Fueron a los Estados Unidos y regresaron después de la guerra. 
Frits Philips decidió quedarse y administrar la empresa durante la ocupación. Fue encarcelado durante varios meses en el campo de concentración de Vught después de que sus trabajadores se declararon en huelga y sobrevivió. Salvó la vida de 382 judíos al afirmar que eran indispensables para su fábrica, y les permitió evadir los rodeos alemanes y la deportación a campos de concentración. Fue honrado con el título Justo entre las Naciones por el Estado de Israel en 1996.
Anton Philips murió en Eindhoven en 1951. Fue galardonado con la Orden de San Sava y otras decoraciones.

## Matrimonio y familia
Philips se casó con Anne Henriëtte Elisabeth Maria de Jongh (Amersfoort, 30 de mayo de 1878 - Eindhoven, 7 de marzo de 1970). Tuvieron los siguientes hijos: 
- Anna Elisabeth Cornelia Philips (19 de junio de 1899 -?), casada en 1925 con Pieter Franciscus Sylvester Otten (1895-1969), y tenían a Diek y Franz Otten (1928-1967); Franz se convirtió en gerente de la compañía de su abuelo Philips.
- Frederik Jacques Philips (1905-2005)
- Henriëtte Anna Philips (Eindhoven, 26 de octubre de 1906 - 2007), casada en primer lugar con A. Knappert (m. 1932), sin problema. Casada en segundo lugar con Jonkheer G. Sandberg (m. 5 de septiembre de 1935), sin problema. Casada en tercer lugar en la ciudad de Nueva York, Nueva York, el 29 de septiembre de 1938 con Jonkheer Hendrik Abraham Cornelis (Henk) van Riemsdijk (Aerdenhout, 10 de enero de 1911 - Eindhoven, 8 de noviembre de 2005). Tuvieron los siguientes hijos: 
  - Jonkvrouw Anne Henriëtte van Riemsdijk (Waalre, 2 de octubre de 1939), se casó en Waalre el 17 de febrero de 1968 con Johannes Jasper Tuijt (Atjeh, Koeta Radja, 10 de marzo de 1930), hijo de Jacobus Tuijt y su esposa Hedwig Jager.
  - Jonkvrouw Henriëtte Adriënne Leopoldine van Riemsdijk (Waalre, 3 de abril de 1946), se casó en primer lugar en Calvados, Falaise, el 6 de junio de 1974 con Martinus Jan Petrus Vermooten (Utrecht, 16 de septiembre de 1939 - Falaise, 29 de agosto de 1978), casado en París el 12 de diciembre de 1981 con Jean Yves Louis Bedos (Calvados, Rémy, 9 de enero de 1947 - Calvados, Lisieux, 5 de octubre de 1982), casado en tercer lugar en Mancha, Sartilly, el 21 de septiembre de 1985 con Arnaud Evain (Ardenas, Sedan, 7 de julio de 1952).
  - Jonkvrouw Margarete Juliana Cornélie van Riemsdijk (Waalre, 4 de septiembre de 1948), casado en Waalre, el 28 de octubre de 1972 con Elie Johan François van Dissel (Eindhoven, 9 de octubre de 1948).